# Titaina
La titaina es un plato típico del barrio del Cabañal-Cañamelar de la ciudad española de Valencia. Es una especie de sofrito hecho con tomate, pimiento rojo asado, piñón, ajo y ventresca de atún salada (atún de sorra). Puede servirse frío o caliente.

## Características
Debido a la ausencia de carne en su elaboración y a su origen en el distrito marítimo de la ciudad de Valencia, dónde la Semana Santa es vivida con más fervor que en el resto de la ciudad, es tradicionalmente asociado a esta fiesta religiosa.